# Comuna de Krobia
Krobia (polaco: Gmina Krobia) é uma gminy (comuna) na Polónia, na voivodia de Grande Polónia e no condado de Gostyński. A sede do condado é a cidade de Krobia.
De acordo com os censos de 2004, a comuna tem 12 801 habitantes, com uma densidade 98,8 hab/km².

## Área
Estende-se por uma área de 129,59 km², incluindo:
- área agricola: 87%
- área florestal: 4%

## Demografia
Dados de 30 de Junho 2004:
|                      | Total   | Total | Mulheres | Mulheres | Homens  | Homens |
| -------------------- | ------- | ----- | -------- | -------- | ------- | ------ |
|                      | pessoas | %     | pessoas  | %        | pessoas | %      |
| População            | 12 801  | 100   | 6467     | 50,5     | 6334    | 49,5   |
| Densidade (pop./km²) | 98,8    | 100   | 49,9     | 49,9     | 48,9    | 48,9   |

De acordo com dados de 2002, o rendimento médio per capita ascendia a 1291,55 zł.

## Subdivisões
- Bukownica, Chumiętki, Chwałkowo, Ciołkowo, Domachowo, Gogolewo, Grabianowo, Karzec, Kuczyna, Kuczynka, Niepart, Pijanowice, Posadowo, Potarzyca, Przyborowo, Pudliszki, Rogowo, Stara Krobia, Sułkowice, Wymysłowo, Ziemlin, Żychlewo.

## Comunas vizinhas
- Gostyń, Miejska Górka, Pępowo, Piaski, Poniec